# Hyposidra gracilis
Hyposidra gracilis är en fjärilsart som beskrevs av Claude Herbulot 1979. Hyposidra gracilis ingår i släktet Hyposidra och familjen mätare. Inga underarter finns listade i Catalogue of Life.